# Palmeirina
Palmeirina is een gemeente in de Braziliaanse deelstaat Pernambuco. De gemeente telt 8.481 inwoners (schatting 2009).